# Gradski stadion Subotica
El Gradski stadion Subotica (en serbio: Градски стадион Суботица) también nombrado Subotica City Stadium (Estadio de la ciudad de Subotica) es un estadio de fútbol ubicado en la ciudad de Subotica, Serbia. Fue inaugurado en 1936 y desde 1945 alberga los juegos del FK Spartak Subotica de la Superliga de Serbia, posee una capacidad para 13.000 personas.

## Historia
El estadio fue construido en 1936 y recibió el nombre de "Stadion kralja Petra" (Estadio del Rey Pedro), también conocido como "Sokolsko sletište" (Lugar de aterrizaje del halcón). Formaba parte del importante proyecto arquitectónico del Dr. Kosta Petrović llamado "Parque Veliki narodni" (Gran Parque del Pueblo) y pretendía servir a la ciudad con todas las estructuras necesarias para los deportes y el entretenimiento. La capacidad inicial del estadio era de entre 20 a 25.000 espectadores. El estadio fue inaugurado el 6 de junio de 1936, con motivo del "Sokolski slet", evento que reunió a todas las asociaciones "Sokol" de la región norte del Reino de Yugoslavia. El desarrollo posterior del complejo deportivo se interrumpió con el comienzo de la Segunda Guerra Mundial y nunca se completó después.
En el estadio de Subotica se disputaron dos partidos amistosos de la selección de fútbol de Yugoslavia, el 25 de marzo de 1981 ante Bulgaria con triunfo de 2–1, y el 31 de marzo de 1984 venció a Hungría por 2–1.
El estadio fue sede del Campeonato de Europa Sub-18 de la UEFA de 1986.

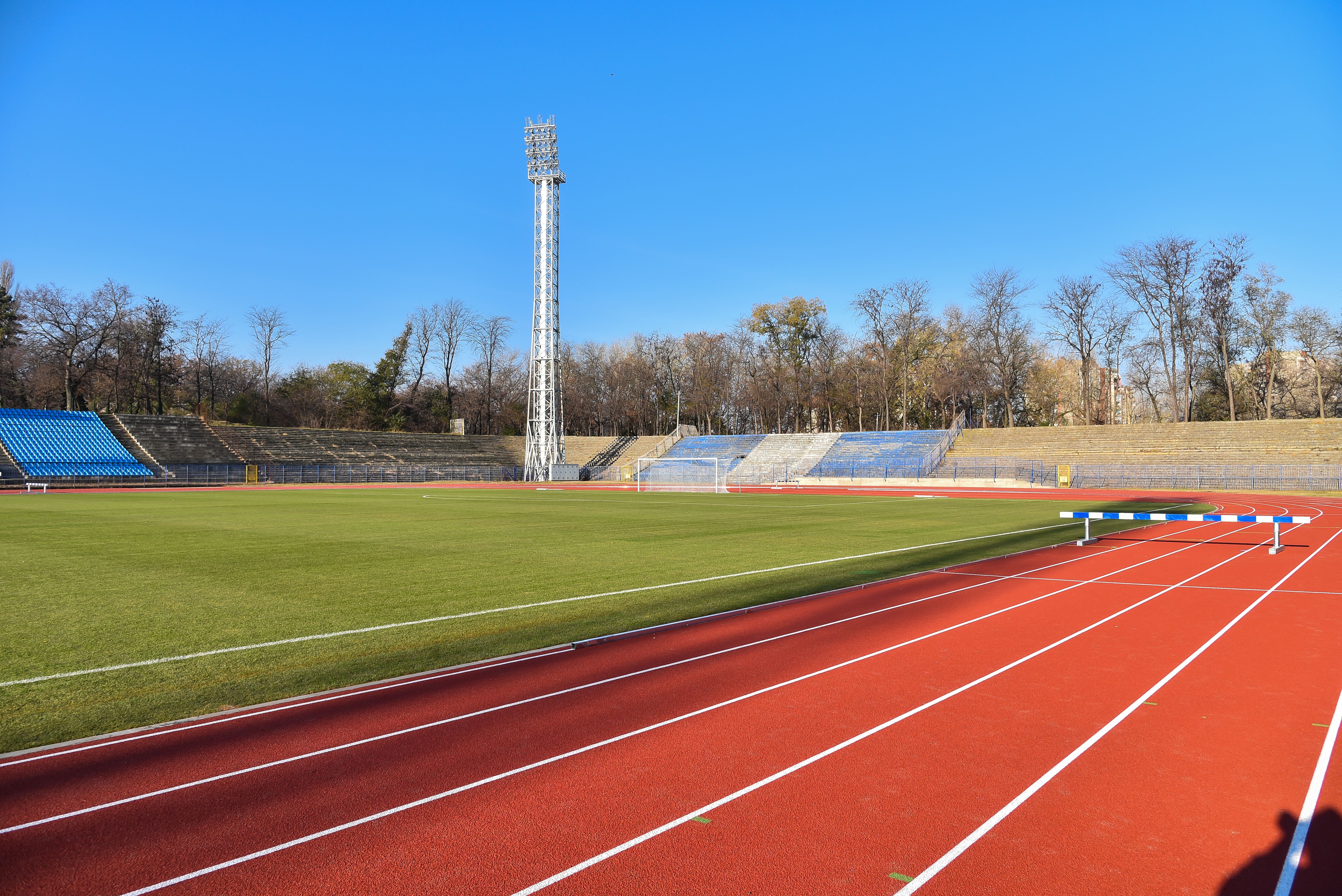